# NKVD
A Belügyi Népbiztosság, rövidítve NKVD (oroszul: НКВД, Народный комиссариат внутренних дел, magyar átírásban Narodnij Komisszariat Vnutrennyih Gyel) az államigazgatás belügyi ágának legfőbb szerve volt a Szovjetunióban 1934 és 1946 között. 1946-ban a népbiztosságok nevét minisztériumra, a Népbiztosok Tanácsáét pedig Minisztertanácsra változtatták, az NKVD utóda így az MVD, a Belügyminisztérium lett.
Az NKVD feladata szerteágazó volt, ide tartozott például a bűnügyi rendőrség, a közlekedésrendészet, a tűzoltóság, a határőrség, a levéltárak irányítása, de jelentőségét történelmi szempontból annak köszönheti, hogy ide tartozott az állambiztonsági szervezetrendszer irányítása is, így a Gulag és az Állambiztonsági Főigazgatóság (GUGB) is az NKVD részlege volt.
Az NKVD törvényen kívüli tömeggyilkosságokat hajtott végre, működtette a Gulag fegyencmunkatábor-rendszerét, felszámolta a földalatti ellenállást, teljes nemzetiségek és a kulákok az ország lakatlan régióiba való deportálását vezette le, őrizte az országhatárokat, kémkedést és politikai gyilkosságokat hajtott végre külföldön, felelős volt a külföldi kormányok befolyásolásában, valamint érvényesítette a sztálini politikát más országokban.